# سفارة أوكرانيا في إيران
سفارة أوكرانيا في إيران هي أرفع تمثيل دبلوماسي لدولة أوكرانيا لدى إيران. تقع السفارة في طهران وهي تهدف لتعزيز المصالح الأوكرانية في إيران.

## وصلات خارجية
- الموقع الرسمي
- قائمة سفارات أوكرانيا
- قائمة السفارات في إيران